# MAN Lion’s Regio
2004-től van gyártásban a Lion’s család részeként. A típus gyártása Törökország fővárosában, Ankarában zajlik. 2006-ig csak kéttengelyes 12,5 m hosszú kivitelben készült, 2006 óta van háromtengelyes kivitel is belőle. A típus példányait elsősorban elővárosi, helyközi forgalomban használják, de több példány távolsági kivitelben is készült, vagy helyközi kialakításban távolsági forgalomban vesz részt. 2004-2009 között a NEOMAN cégcsoporton belül a Neoplan is gyártotta a típussal megegyező kivitelű, bár attól külsőre némileg eltérő kivitelű városközi buszát Neoplan Trendliner típusjelzés alatt.

## Magyarországon
Magyarországon nem közlekedik jelentős állomány magánkézben, a Volán társaságok közül öt üzemeltette a típust (Agria Volán, Hatvani Volán, Körös Volán, Borsod Volán, Vasi Volán), ezek később a Volánbuszhoz kerültek. A Vasi Volán és a Hatvani Volán buszai használtan, míg a másik három volántársaság újonnan vásárolta az autóbuszokat.